# Resolutie 1124 Veiligheidsraad Verenigde Naties
Resolutie 1124 van de Veiligheidsraad van de Verenigde Naties werd op 31 juli 1997 door de VN-Veiligheidsraad unaniem aangenomen. De resolutie verlengde de UNOMIG-waarnemingsmissie in Abchazië met zes maanden.

## Achtergrond
Op de golf van opkomend onafhankelijkheidsstreven van Georgië uit de Sovjet-Unie tegen het einde van de jaren 1980, streefde de Abchazische minderheid in de Abchazische autonome republiek de onafhankelijkheid na, uit angst de autonomie in Georgië te verliezen. Het leidde tot etnische spanningen met de Georgiërs, die in Abchazië de grootste bevolkingsgroep waren.
In 1992 kwam het tot een gewapend conflict, waarbij ook Rusland betrokken raakte, dat het voor de Abchaziërs opnam. Begin 1993 braken zware gevechten uit om de Abchazische hoofdstad Soechoemi. In de zomer van 1993 werd een staakt-het-vuren afgesproken en werd de UNOMIG-waarnemingsmissie opgericht. De val van Soechoemi in september 1993 leidde tot grootschalige etnische zuiveringen tegen de Georgische gemeenschap.

## Inhoud

### Waarnemingen
De UNOMIG-waarnemers en de GOS-vredesmacht hadden er veel aan bijgedragen dat de conflictzone in Georgië stabiliseerde. De regio Gali bleef echter onveilig door gewapende groepen, misdaad en mijnen. Ten slotte had het GOS zijn vredesmacht verlengd tot 31 juli, maar een verdere verlenging was onzeker.

### Handelingen
De onderhandelingen tussen Georgië en de Abchazen waren vastgelopen. De Veiligheidsraad steunde de plannen van secretaris-generaal Kofi Annan om een actievere rol te spelen in de kwestie. Er was een bijeenkomst gepland in Genève om te bepalen in welke gebieden concrete vooruitgang kon worden geboekt. De Veiligheidsraad veroordeelde ook opnieuw de etnische moorden en geweld. Ook bevestigde de raad nogmaals het recht dat alle vluchtelingen hadden op terugkeer, dit mocht niet gekoppeld worden aan de politieke status van Abchazië. Verder werd van Abchazië geëist dat dit land het proces sneller zou laten verlopen.
Het mandaat van de UNOMIG-missie werd verlengd tot 31 januari 1998, maar hing wel af van dat van de GOS-vredesmacht. De secretaris-generaal werd gevraagd drie maanden na aanname van de resolutie te rapporteren over de toestand in Abchazië. Ten slotte zou de Veiligheidsraad de waarnemingsmissie vóór het einde van haar nieuwe mandaat grondig herbekijken.

## Verwante resoluties
- Resolutie 1065 Veiligheidsraad Verenigde Naties (1996)
- Resolutie 1096 Veiligheidsraad Verenigde Naties
- Resolutie 1150 Veiligheidsraad Verenigde Naties (1998)
- Resolutie 1187 Veiligheidsraad Verenigde Naties (1998)

Lijst ·  1093 ·  1094 ·  1095 ·  1096 ·  1097 ·  1098 ·  1099 ·  1100 ·  1101 ·  1102 ·  1103 ·  1104 ·  1105 ·  1106 ·  1107 ·  1108 ·  1109 ·  1110 ·  1111 ·  1112 ·  1113 ·  1114 ·  1115 ·  1116 ·  1117 ·  1118 ·  1119 ·  1120 ·  1121 ·  1122 ·  1123 ·  1124 ·  1125 ·  1126 ·  1127 ·  1128 ·  1129 ·  1130 ·  1131 ·  1132 ·  1133 ·  1134 ·  1135 ·  1136 ·  1137 ·  1138 ·  1139 ·  1140 ·  1141 ·  1142 ·  1143 ·  1144 ·  1145 ·  1146